# Thaicom 8
Thaicom 8 ist ein thailändischer Satellit der Thaicom Plc. Der Satellit Thaicom 8 wird mit Thaicom 5 sowie Thaicom 6 auf 78,5° Ost in einem Geostationären Orbit (GTO) positioniert. Das Design des Thaicom 8 basiert auf dem von Orbital ATK hergestellten Geostar-2-Satelliten. Der Start erfolgte am 27. Mai 2016 um 21:39 UTC vom SLC-40 in Cape Canaveral, Florida.
Der Satellit verfügt über eine Drei-Achsen-Stabilisierung und erreicht mithilfe von 24 Ku-Band-Transpondern die Ostküste Afrikas sowie Indien, hauptsächlich jedoch Thailand.